# Breiderheide
Breiderheide ist ein Ortsteil der Gemeinde Neunkirchen-Seelscheid im Rhein-Sieg-Kreis.

## Lage
Breiderheide liegt westlich von Seelscheid im Naafbachtal. Nachbarort im Nordosten ist Hohn, im Westen liegt die Ingersaueler Mühle.

## Geschichte
Das Dorf gehörte bis 1969 zur Gemeinde Seelscheid.
1845 war die Ansiedlung noch nicht verzeichnet.
1888 gab es drei Bewohner in einem Haus. 1901 hatte der Hof ebenfalls drei Einwohner: die Familie Ackerer Heinrich Pütz, die 1910 auch noch benannt wird.